# Jules Jacob (Jazzmusiker)
Jules Jacob (auch Jules Jacobs, * um 1925; † 2008) war ein US-amerikanischer Jazz- und Studiomusiker (Tenorsaxophon, Flöte, Oboe, Englisch Horn).

## Leben und Wirken
Jacob arbeitete in der kalifornischen Musikszene ab Mitte der 1940er-Jahre bei Boyd Raeburn (mit dem auch 1946 erste Plattenaufnahmen entstanden), Billy Eckstine, Hoagy Carmichael/Jerry Gray, Peggy Lee/Billy May, The Four Freshmen, Keely Smith, Eartha Kitt, Bing Crosby, Harry Belafonte, Ella Fitzgerald, Conrad Gozzo und Barney Kessel. Im Bereich des Jazz war er zwischen 1946 und 1961 an 28 Aufnahmesessions beteiligt.  Als viel beschäftigter Sessionmusiker wirkte Jacob in den 1960er-Jahren an Alben wie Pet Sounds der Beach Boys (1966), Lumpy Gravy von Frank Zappa (1968) und Our Mother the Mountain von Townes Van Zandt (1969) mit. Außerdem arbeitete er im Laufe seiner Karriere mit Pat Boone, June Christy, Doris Day, Mickey Katz, Frankie Laine, Dean Martin, Ella Mae Morse, Harry Nilsson, Nancy Wilson und The Monkees.